# CSMA/CD
CSMA/CD is een afkorting voor Carrier Sense Multiple Access / Collision Detection.
Dit is een toegangsprotocol dat bepaalt wanneer netwerkapparaten pakketten mogen beginnen verzenden.
CSMA/CD bevindt zich op de datalinklaag van het OSI-model..
Standaard ethernet-netwerken gebruiken CSMA/CD om het verkeer te controleren. De MAC-laag bevat deze CSMA/CD. Indien er zich geen verkeer voordoet, zal een netwerkapparaat zijn pakketten kunnen verzenden. Indien twee netwerkstations op hetzelfde ogenblik pakketten beginnen te verzenden kunnen "collisions" (dit zijn botsingen tussen de te verzenden pakketten) ontstaan die gedetecteerd worden door alle deelnemende clients van dit netwerk (in hetzelfde collision-domain). Na een willekeurig tijdsinterval zullen de stations die de "collision" veroorzaakten opnieuw beginnen met data te verzenden. Indien er zich dan weer een "collision" voordoet, zal het tijdsinterval groter worden gemaakt (ook wel exponential back-off).
De CSMA/CD-methode is internationaal gestandaardiseerd in IEEE 802.3 en ISO 8802.3.